# Luis López (honduraski piłkarz)
Luis Aurelio „Buba” López Fernández (ur. 13 września 1993 w San Pedro Sula) – honduraski piłkarz występujący na pozycji bramkarza, zawodnik Realu España. Od 2015 reprezentant Hondurasu. 

## Życiorys

### Kariera klubowa
Wychowanek Realu España. W latach 2013–2017 zawodnik honduraskiego klubu Real CD España z Liga Nacional de Fútbol Profesional de Honduras w którym rozegrał 124 spotkania i pomógł drużynie zdobyć mistrzostwo Apertura 2017. 24 stycznia 2018 podpisał kontrakt z amerykańską drużyną Los Angeles FC z Major League Soccer, skąd wypożyczony był do Orange County SC z USL Championship.
1 stycznia 2019 ponownie trafił do Realu CD España.

### Kariera reprezentacyjna
López został włączony do kadry Hondurasu U-23 na konkurs piłkarski podczas Letnich Igrzyskach Olimpijskich 2016 w Rio de Janeiro. 
Znalazł się w kadrze Hondurasu na Mistrzostwa Świata 2014. W seniorskiej reprezentacji Hondurasu zadebiutował 4 września 2015 na stadionie Estadio Guillermo Soto Rosa (Mérida, Wenezuela) w wygranym 3:0 meczu towarzyskim przeciwko Wenezueli. Wystąpił podczas turnieju Złoty Puchar CONCACAF 2017. 